# からみ合い
からみ合い (буквално „Преплитане“) е японски филм от 1962 година, драма на режисьора Масаки Кобаяши по сценарий на Коичи Инагаки, базиран на роман на Норио Нанджо. Главните роли се изпълняват от Кейко Киши, Со Ямамура, Тацуя Накадаи, Мисако Ватанабе, Сейджи Миягучи.

## Сюжет
Филмът започва със случайна среща на улицата на луксозно облечена млада жена – Ясуко (в ролята Кейко Киши) – с неин стар познат – Йошида (Сейджи Миягучи). С видимо неудоволствие тя сяда с него в близко кафене, след което сюжетът описва ретроспективно общото им минало, до голяма степен от гледна точка на жената.
Сендзо (Со Ямамура) е бизнес магнат, изцяло отдаден на работата си и с ограничен личен живот, който научава от лекаря си, че е тежко болен и му остават месеци живот. Ясуко е негова секретарка, която скоро започва да го посещава в дома му, където той пренася част от работата си заради болестта. Не след дълго той я изнасилва, след което тя остава да живее при него, макар в къщата му да е и бездетната му съпруга Сатое (Мисако Ватанабе). Изправен пред предстоящата си смърт, Сендзо решава, че би могъл да остави част от наследството си и на три незаконни деца, чиито майки е изоставил още преди раждането им и които не знаят кой е баща им. Той възлага на Сатое, адвоката си Йошида и Ясуко да намерят по едно от децата, за да се запознае с тях и да прецени дали да им завещае нещо.
Сатое, която по закон има право на 1/3 от наследството, трябва да намери седемгодишно момиче. Тя вижда в това възможност да получи попечителство над детето, като по този начин под неин контрол би преминала още по-голяма част от наследството. Тя ангажира с издирването свой родственик, който установява, че детето е вече починало. Тогава двамата решават да представят вместо него собствената си незаконна дъщеря, която са оставили в сиропиталище, за да може Сатое да се ожени за Сендзо.
Йошида има намерение добросъвестно да издири другата, по-възрастна дъщеря на Сендзо, но очаква, че ще може да представи нея и останалите деца като недостойни за наследството. Целта му е Сендзо да остави основната част от имуществото си в благотворителна фондация, която Йошида да управлява. Йошида натоварва с издираването своя асистент Фурукава (Тацуя Накадаи), амбициозен млад юрист, с когото Сатое веднага влиза в контакт, надявайки се да го подкупи, така че да съдейства на нейните планове. В издирването си Фурукава стига до Марико (Мари Йошимура), решавайки, че тя е търсената дъщеря. В действителност Марико е нейна полусестра – научавайки за възможността да получи наследство, тя отравя дъщерята на Сендзо и си изважда документи с нейното име. Фурукава започва любовна връзка с Марико и решава да се откаже от подкупа на Сатое и вместо това да представи Марико на Сендзо.
Ясуко открива сина на Сендзо и го отвежда при него. Синът, повърхностен безделник, се отдава на пиянство и сбивания и дори иска от баща си парична компенсация, не осъзнавайки, че има шанс да получи далеч по-голяма сума като наследник. В драматична сцена с участието на повечето герои Сендзо отказва да включи сина си в завещанието, а веднага след това полицията арестува Марико за убийството на сестра ѝ. Междувременно Сендзо става все по-привързан към Ясуко, като с напредването на болестта сексуалните му желания придобиват все по-воайорски характер. Макар и изпитваща отвращение към секса с него, Ясуко е единственият човек в обкръжението му, който проявява загриженост към него. След като тя забременява, Сендзо решава да я включи в завещанието си заедно със Сатое и момичето, на което е станала настойник.
След смъртта на Сендзо наследниците се събират отново за отварянето на завещанието. В тази сцена Ясуко и адвокатът ѝ правят последния си ход – те разкриват, че детето не е истинска дъщеря на Сендзо, както и че Сатое е извършила престъпление срещу съпруга си, което я лишава от законния ѝ дял в наследството. По този начин Ясуко остава единствена наследница.